# ブリュッヒャー (コルベット)
|          |                                                               |
| 艦歴     |                                                               |
| 名前     | ブリュッヒャー                                                |
| 建造     | Friedrich Krupp Germaniawerft                                 |
| 起工     | 1876年                                                        |
| 進水     | 1877年9月20日                                                 |
| 竣工     | 1879年12月21日                                                |
| その後   | 1908年に売却                                                  |
| 主要諸元 |                                                               |
| 艦級     | ビスマルク級コルベット                                        |
| 排水量   | 3,332トン                                                     |
| 全長     | 82.5メートル                                                  |
| 全幅     | 13.7メートル                                                  |
| 吃水     | 6.18メートル                                                  |
| 機関出力 | 2,500指示馬力 (1,900キロワット)                               |
| 機関     | 横置き型箱型煙管缶4基 横置型単段膨脹型3気筒レシプロ機関1基1軸 |
| 速力     | 12ノット                                                      |
| 航続距離 | 10ノットで1,940海里                                           |
| 定員     | 404人                                                         |
| 兵装     | 15cm（22口径）単装砲16基                                      |

ブリュッヒャー(SMS Blücher)は、ドイツ帝国海軍によって建造されたビスマルク級コルベットである。艦名はプロイセン王国のゲプハルト・レベレヒト・フォン・ブリュッヘル陸軍元帥から取られた。

## 艦歴

奥がブリュッヒャー。手前は水雷艇。

ブリュッヒャーは1880年から1884年まで、キールの水雷学校に配属されたアルフレート・フォン・ティルピッツの指揮下にあった。
ボイラーが爆発を起こしたため、1909年にドイツ海軍から除籍された。

## 外部サイト
- ウィキメディア・コモンズには、ブリュッヒャー (コルベット)に関するカテゴリがあります。